# 大谷香奈子
大谷 香奈子（おおたに かなこ、本名：後藤 香奈子（ごとう かなこ）、1966年8月24日 - ）は、日本の元歌手、実業家。血液型はO型。

## 来歴・人物
東京都大田区大森に生まれる。3歳の時に父の転勤のために大阪府池田市へ、小学4年生の3学期の時に千葉市へ移る。中学生時代は陸上部で活動、千葉市の大会で200m走で8位入賞したことがある。なお、父はマラソンでオリンピック日本代表候補になったことがあったという。麹町学園女子高等学校卒業。
1984年8月1日、アイドルデュオ「キララとウララ」の「キララ」として、天野なぎさ（ウララ）とともにデビュー。5枚のシングル、1枚のアルバムをリリースした後、解散後の1988年に小室哲哉と結婚。小室と共に一時イギリスで生活をしていた。そのため英語が堪能である。その時に飼っていたミニチュア・シュナウザーの「ユンカース」は、後に木根尚登の小説「ユンカース・カム・ヒア」のモデルとなった。
1990年、HBCラジオで「東京銀座7丁目 HEART BEAT CLUB」が放送開始され、パーソナリティーは2名で、最初のパートナーは椎名桂子、その後何度かパートナーが交代した後、最後は武田真治とのコンビであった。パートナーが変わるたび番組名も「小室香奈子と○○のハートビートクラブ」と変わっていた。番組初期は小室とのエピソードなどもたびたび話していたが、後の1992年に協議離婚となった際に「ハートビートクラブ」内で発表しており、離婚して以降も小室姓で放送を続けていた。東京銀座7丁目 HEART BEAT CLUBの放送終了後は1994年3月までTBSラジオでTOYOBOメモリーポップスのパーソナリティーも務めていた。
また、レポーターとしても活動。また、国内初の犬のファッションブランドを立ち上げ、ペットビジネスに参入すると共に、新聞・雑誌で犬に関するエッセイの執筆なども行う。
1995年、株式会社デザインエフを設立。2000年、ニューワールドプロダクションズ社長・後藤貴之と再婚。現在は大谷香菜子、本名の姓も後藤に改め、引き続き会社経営の傍らグッズの企画・デザインを手掛けている。
実弟は小室プロデュースでデビューした元歌手の大谷健吾。